# Крива Вівіані

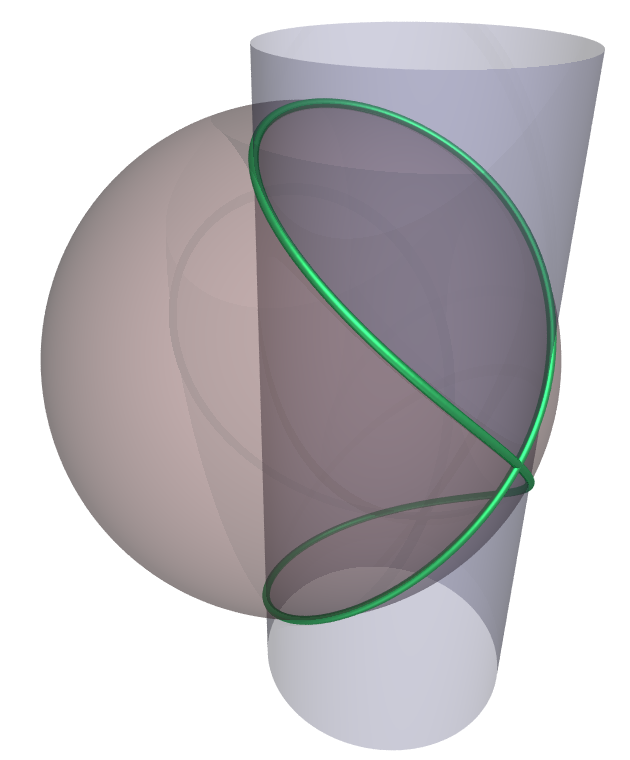
Крива Вівіані. Перетин сфери і циліндра

Крива Вівіані (вівіана, Viviani's Curve) — просторова, циклоциліндрична крива, називана на честь італійського вченого 17 століття Вінченцо Вівіані, який вивчав цю криву.
Проєкція цієї кривої на площину, перпендикулярну до прямої, що проходить через центр кулі та точку перетину двох витків кривої, називають Лемніската Жероно.

## Формула
Ця крива отримується як лінія перетину сфери радіусом {\displaystyle 2a}
{\displaystyle x^{2}+y^{2}+z^{2}=4a^{2}\,}
з поверхнею циліндра вдвічі меншого радіуса {\displaystyle 2a},
{\displaystyle (x-a)^{2}+y^{2}=a^{2}.\,}
яка проходить через центр сфери.
Результуюча крива перетину, {\displaystyle V}, може бути параметризовано за допомогою {\displaystyle 2a} для отримання параметричного рівняння:
{\displaystyle V(t)=\left\langle a(1+\cos(t)),a\sin(t),2a\sin \left({\frac {t}{2}}\right)\right\rangle .}
Це частковий випадок так званої кривої Клелії з {\displaystyle m=1}, де {\displaystyle \theta ={\frac {t-\pi }{2}}}.
Вівіана відокремлює на сфері дві області, загальна площа яких дорівнює площі квадрата, побудованого на діаметрі сфери. На доведеннях властивостей вівіани випробовували методи математичного аналізу вчені-засновники, цієї науки, — Г. Лейбніц, І. Бернуллі та інші. Щоб накреслити вівіану на поверхні циліндра, потрібно накреслити циркулем, розхил якого рівний діаметру циліндра, коло на поверхні цього циліндра.